# ボリーバル県 (エクアドル)
ボリーバル県（ボリーバルけん、Provincia de Bolívar）は、エクアドルの県である。州都はグアランダ。県の多くは涼しい「連山」気候であるが、標高の低い山麓の丘陵地帯は、暖かい熱帯気候である。

## 隣接する県
- コトパクシ県
- トゥングラワ県
- チンボラソ県
- グアヤス県
- ロス・リオス県

## 郡
県は、7のカントン（郡）に分かれる。下記の表には、2001年国勢調査時点での各郡の人口と平方メートル (km2)での面積、郡都を表記する
| 郡               | 人口 (2001) | 面積 (km²) | 郡都             |
| ---------------- | ----------- | ---------- | ---------------- |
| カルマ           | 11,074      | 175        | カルマ           |
| チラネス         | 18,685      | 655        | チラネス         |
| チンボ           | 15,005      | 262        | チンボ           |
| エチェアンディア | 10,951      | 230        | エチェアンディア |
| グアランダ       | 81,643      | 1,888      | グアランダ       |
| ラス・ナベス郡   | 5,265       | 147        | ラス・ナベス     |
| サン・ミゲル     | 26,747      | 570        | サン・ミゲル     |